# Legoflage

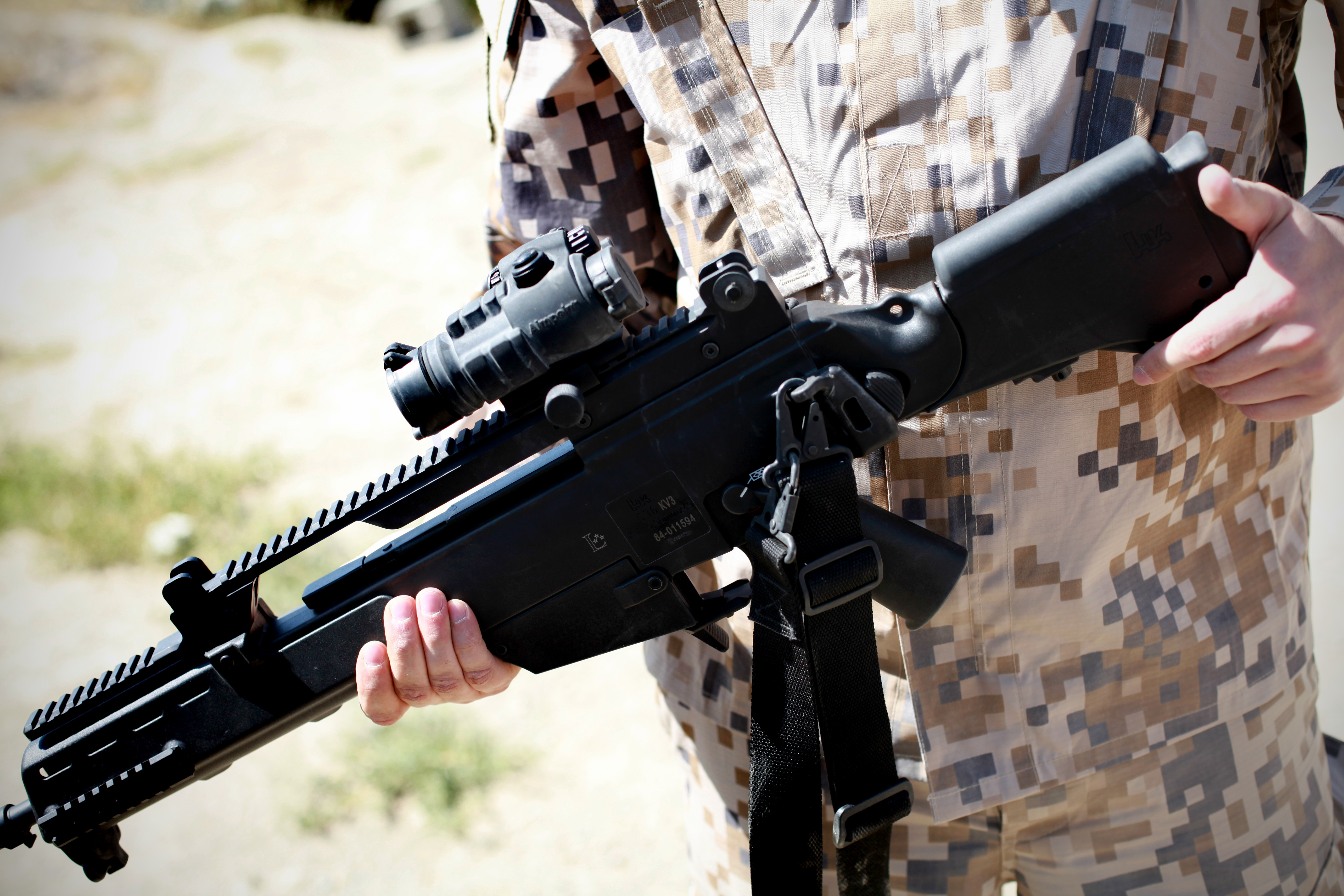
Żołnierz łotewski prezentuje swoją broń. Widoczne umundurowanie w kamuflażu Legoflage

Legoflage (właściwie NBS2006 Arid Digital Camouflage) – łotewski cyfrowy kamuflaż wojskowy wprowadzony w roku 2006 wraz z nowym umundurowaniem oraz systemem wyposażenia. Kamuflaż opracowała firma Saab Barracuda.
W roku 2006 Łotewskie Siły Zbrojne przyjęły nowe umundurowanie polowe (wzorowane na ACU), system umundurowania zimowego (wzorowane na systemach amerykańskich) oraz wyposażenie osobiste (m.in. kamizelki). Wszystkie elementy wykonano w nowym kamuflażu - tzw. Legoflage. Jest to kamuflaż cyfrowy. Wzór składa się z kwadratów (pikselów) w czterech kolorach: czarnym, brązowym i dwóch odcieniach piaskowego (jasny i ciemniejszy). Od innych wzorów cyfrowych odróżnia go rozmiar pikseli - tutaj bok pojedynczego kwadracika ma ok. 1 cm (większość innych kamuflaży cyfrowych ma znacznie mniejsze piksele). W założeniu ma być to kamuflaż na każdy teren (uniwersalny). 